# Technōs Japan Corporation
Technōs Japan Corporation (jap. 株式会社テクノスジャパン Kabushiki-gaisha Tekunosujapan) – japoński producent gier wideo, najbardziej znany z produkcji serii gier Kunio-kun i Double Dragon, który działał w latach 1981–1996 (do bankructwa). Firma była również właścicielem spółki American Technōs Inc.

## Historia
Technōs Japan Corporation została założona w 1981 przez trzech członków (Kunio Taki, Noriyuki Tomiyama, Yoshihisa Kishimoto) personelu firmy Data East Corporation. Ich pierwszą grą była Minky Monkey, wydana w 1982 roku na automaty. Wiele z wczesnych gier Technōs Japan Corporation były publikowane lub rozpowszechniane przez inne spółki, w szczególności przez Data East Corporation.
Nekketsu Koha Kunio-kun, wydany w 1986, był pierwszym wielkim hitem wydanym przez Technōs Japan Corporation w Japonii, z tego powodu wydano go też na zachodzie jako Renegade. Technōs następnie wyprodukowała wersję na Nintendo Entertainment System, była to pierwszą gra Technōs Japan Corporation wyprodukowana na konsolę. Kolejnym produktem firmy, który stał się hitem była zręcznościowa platformówka, Double Dragon, ogromny sukces gry zaowocował wydaniem gry na NES, oraz wersji na inne platformy produkowane przez inne firmy.
Sukces Koha Kunio-kun doprowadził do produkcji wielu sequeli i spin-offów na konsolę Nintendo Entertainment System, a później na konsole Game Boy i Super Famicom, wynikiem czego było ponad dwadzieścia gier z Kunio w roli głównej między innymi: Nekketsu KōKō Dodgeball Bu, Downtown Nekketsu Monogatari, Nekketsu Kakutō Densetsu czy Kunio Kun no Nekketsu Soccer League. Kilka gier z serii Kunio-Kun zostało wydane w Ameryce Północnej oraz w regionie PAL pod zmienionymi nazwami np. Bikkuri Nekketsu Shinkiroku: Harukanaru Kin Medal pod tytułem Crash 'n the Boys: Street Challenge lub Downtown Nekketsu Monogatari pod tytułem River City Ransom w ameryce północnej i Street Gangs w regionie PAL. W 1991 roku wydano też pierwszą część mangi na podstawie serii Kunio-Kun.
Technōs Japan Corporation wydała również dwa sequele gry Double Dragon na automaty: Double Dragon II: The Revenge w 1988 roku i Double Dragon 3: The Rosetta Stone w roku 1990, gry te wydano również na NES, oraz grę Super Double Dragon w 1992 roku, na SNES. Popularność serii Double Dragon sprawiła, że na jej podstawie wyprodukowano serial animowany i film.
Poza seriami Double Dragon i Kunio-kun, Technōs Japan Corporation produkowała kilka gier, takich jak Combatribes, Shadow Force, WWF Superstars i WWF Wrestlefest, ale większość z tych gier nie osiągnęła tego samego sukcesu, jak Kunio-kun i Double Dragon.
W roku 1996, Technōs Japan zakończyła działalność i ogłosiła bankructwo. Ostatnimi grami firmy były Double Dragon, Gowcaizer Fighter i Super Dodge Ball na konsolę Neo Geo.
Po bankructwie Technōs Japan Corporation firma o nazwie Million Co. nabyła prawa do wykorzystywania jej własności i produkuje nowe gry na podstawie klasycznych hitów. Million Co. wyprodukowała Super Dodge Ball Advance, Double Dragon Advance i River City Ransom EX na Game Boy Advance, Super Dodgeball Brawlers na Nintendo DS, a także wydała oryginalne produkcje firmy Technos Japan Corporation w usłudze Virtual Console i innych podobnych usługach, poza tym mimo upływu czasu na podstawie gier Technōs Japan Corporation nadal powstaje wiele fanowskich projektów.

## Lista wyprodukowanych gier
Wszystkie gry są wymienione według oryginalnych japońskich tytułów, a także według tytułów angielskich, obok nazw podano daty wydania. Ta lista nie uwzględnia licencjonowanych wersji gier, które zostały wydane przez inne firmy na podstawie produktów Technōs Japan Corporation lub gier, które były produkowane przez Milion Co., aktualnego posiadacza praw autorskich do gier Technōs Japan Corporation.

### Arcade
- Minky Monkey: 1982
- Zeroize: 1983
- Eggs/Scrambled Egg: wrzesień 1983
- Dommy: 1983
- Tag Team Wrestling/The Big Pro-Wrestling!: grudzień 1983
- Twin Lever: 1984
- Karate Champ: lipiec 1984
- Karate Champ: Player vs. Player: wrzesień 1984
- Shusse Ōzumō: 1984
- Mysterious Stones: listopad 1984
- Acrobatic Dog-Fight/Dog-Fight: Batten O'Hara no Sucharaka Kuuchuu-sen: 1984
- Suchiyarach: 1985
- Bogey Manor: 1985
- Mat Mania/Exciting Hour: 1985
- Mania Challenge: 1986
- Battle Lane Vol. 5: 1986
- Renegade/Nekketsu Kōha Kunio-kun: maj 1986
- Xain'd Sleena: listopad 1986
- Double Dragon: czerwiec 1987
- Super Dodge Ball/Nekketsu KōKō Dodgeball Bu: listopad 1987
- China Gate/Sai Yu Gou Ma Roku: marzec 1988
- Double Dragon II: The Revenge: czerwiec 1988
- U.S. Championship V'Ball: grudzień 1988
- WWF Superstars: lipiec 1989
- Block Out: październik 1989
- The Combatribes: czerwiec 1990
- Double Dragon 3: The Rosetta Stone: listopad 1990
- WWF Wrestlefest: lipiec 1991
- Shadow Force: czerwiec 1993

### Family Computer/Nintendo Entertainment System
- Renegade/Nekketsu Kōha Kunio-kun: 17 kwietnia 1987
- Double Dragon: 8 kwietnia 1988
- Super Dodge Ball/Nekketsu KōKō Dodgeball-bu: 26 lipca 1988
- River City Ransom/Downtown Nekketsu Monogatari: 25 kwietnia 1989
- Super Spike V'Ball/U.S. Championship V'Ball: 10 listopada 1989
- Double Dragon II: The Revenge: 22 grudnia 1989
- Nintendo World Cup/Nekketsu Kōkō Dodgeball-bu: Soccer-hen: 18 maja 1990
- Downtown Nekketsu Kōshinkyoku Soreyuku Daiundōkai: 12 października 1990
- Double Dragon III: The Sacred Stones/Double Dragon III: The Rosetta Stone: 22 lutego 1991
- Sugoro Quest: 28 czerwca 1991
- Downtown Special: Kunio-kun no Jidaigeki dayo Zen'in Shūgō: 26 lipca 1991
- Ike Ike! Nekketsu Hockey-bu: Subette Koronde Dairantō: 7 lutego 1992
- Crash 'n the Boys: Street Challenge/Bikkuri Nekketsu Shinkiroku: Harukanaru Kin Medal: 26 czerwca 1992
- Nekketsu Kakutō Densetsu: 23 grudnia 1992
- Kunio-kun no Nekketsu Soccer League: 23 kwietnia 1993
- Nekketsu Street Basket: Ganbare Dunk Heroes: 17 grudnia 1993

### Game Boy
- Double Dragon: 20 lipca 1990
- Double Dragon II/Nekketsu Kōha Kunio-kun: Bangai Rantō-hen 7 grudnia 1990
- Nintendo World Cup/Nekketsu Kōkō Soccer-bu: World Cup-hen: 26 kwietnia 1991
- Nekketsu Kōkō Dodgeball-bu: Kyōteki! Dodge Soldier no Maki: 8 listopada 1991
- Downtown Nekketsu Kōshinkyoku: Dokodemo Daiundōkai: 24 lipca 1992
- Bikkuri Nekketsu Shinkiroku: Dokodemo Kin Medal: 16 lipca 1993
- Downtown Special: Kunio-kun no Jidaigeki dayo Zen'in Shūgō: 22 grudnia 1993
- Taiyō no Tenshi Marlowe: Ohana Batake no Dai Panic!: 27 maja 1994
- Nekketsu! Beach Volley dayo: Kunio-kun: 29 lipca 1994

### Super NES/Super Famicom
- Shodai Nekketsu Kōha Kunio-kun: 7 sierpnia 1992
- Super Double Dragon/Return of Double Dragon: 16 października 1992
- The Combatribes: 23 grudnia 1992
- Kunio-kun no Dodgeball dayo Zen'in Shūgō: 6 sierpnia 1993
- Downtown Nekketsu Baseball Challenge: 17 grudnia 1993
- Shin Nekketsu Kōha: Kunio-tachi no Banka: 29 kwietnia 1994
- Kunio no Oden: 27 maja 1994
- Popeye: Ijiwaru Sea Hag no Maki: 12 sierpnia 1994
- Funaki Masakatsu no Hybrid Wrestler: Tōgi Denshō: 21 października 1994
- Sugoro Quest ++: Dicenics: 9 grudnia 1994
- Dun Quest: Mashin Fūin no Densetsu: 21 lipca 1995

### Game Gear
- Popeye: Beach Volleyball: 12 sierpnia 1994

### PlayStation
- Geom Cube: 22 grudnia 1994

### Neo Geo
- Double Dragon: luty 1995
- Voltage Fighter Gowcaizer/Chōjin Gakuen Gowcaizer: wrzesień 1995
- Super Dodge Ball/Kunio no Nekketsu Dodgeball Densetsu: 1996